# خط بين المدورين
الخط بين المدورين (بالإنجليزية: Intertrochanteric line)‏ هو خط يقع على الجانب الأمامي للطرف القريب لنهاية عظم الفخذ، وأسفل عنق عظم الفخذ.
الارتباط البعيد لمحفظة مَفْصِل الورك على عظم الفخذ يتبع شكل الحافة غير المنتظمة المحيطة بين الرأس والعنق. ونتيجة لذلك، ترتبط محفظة مَفْصِل الورك على منطقة الخط بين المدورين على الجانب الأمامي، أما على الجانب الخلفي من الرأس فتكون أبعد من العرف بين المدورين بمقدار أصبع.

## البنيان
- النصف السفلي للخط بين المدورين أقل بروزاً من النصف العلوي، وينشأ منه الجزء العلوي للعضلة المتسعة الإنسية (بالإنجليزية: Vastus medialis)‏.
- يرتكز الرباط الحرقفي الفخذي (بالإنجليزية: Iliofemoral ligament)‏ - أكبر رباط في الجسم البشري - فوق الخط بين المدورين مما يدعم ويُحكم أيضا مِحْفَظَة مَفْصِل الورك [4] (بالإنجليزية:  capsule of the hip joint)‏.
- ترتبط ألياف الرباط الإسكي الفخذي (بالإنجليزية: Ischiofemoral ligament)‏ على كل من محفظة مفصل الورك وعلى الخط بين المدورين.

### العلامة بين عنق وجسم عظم الفخذ
يمتد الثلم الخشن المتعرج للخط بين المدورين، بين المدور الصغير والمدور الكبير، ليشكّل قاعدة عنق عظم الفخذ متتبعاً تقريبا نفس اتجاه جسم عظم الفخذ. وكما أن العرف بين المدورين هو علامة الانتقال بين عنق عظم الفخذ وجسم عظم الفخذ في الجانب الخلفي من رأس الفخذ، فإن الخط بين المدورين هو أيضاً هو علامة الانتقال بينهما على الجانب الأمامي للطرف القريب لنهاية عظم الفخذ.

## الأهمية السريرية

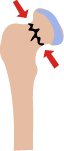
كسر بين المدورين

### الكسور بين المدورين
منطقة بين المدورين من عظم الفخذ ركيزة مهمة لتحمل الوزن من الجسم، لذا فهي عُرضة للكثير من الإجهاد الحركي (الديناميكي)، والإجهاد الباثولوجي (المرضي)، والإجهاد الفسيولوجي (الوظائفي)، والرَضْح (صدمة Trauma).
تُصاب منطقة بين المدورين بجروح وكسور بسبب صدمة ذات سرعة عالية عند الشباب، أو صدمة طفيفة عند كبار السنّ. ويطلق على الكسور في هذا الخط: الكسور بين المدورين (بالإنجليزية:  intertrochantric fractures)‏، وتُصنف تلك الكسور وفقا للنمط الهندسي (geometry) للكسر.
تلتحم هذه العظام لأنها من نوع العظم الاسفنجي، ولكن من المعروف أنها تلتئم في أوضاع غير مقبولة، ولذا فهي تحتاج للتثبيت الجراحي دائما في وقت مبكر بعد الكسر من أجل العودة إلى أسلوب حياة مستقلّ بدون الحاجة لمساعدة الآخرين.

## صور إضافية

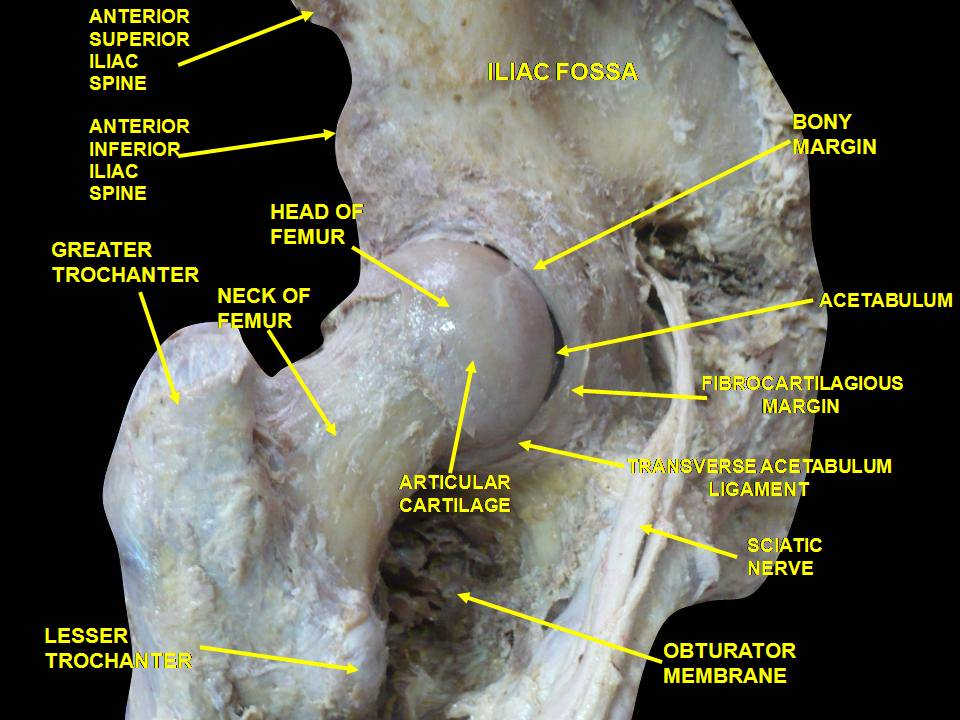
مفصل الورك. رؤية جانبية.

## وصلات خارجية
- شكل تشريحي: 17:01-07 على موقع مركز سوني دونستات الطبي (تشريح بشري عبر الإنترنت).
- درسٌ تشريحي حول lljoints مُعدٌ بواسطة ويسلي نورمان (جامعة جورجتاون). (hipjointanterior)